# Nancy Grace Roman Space Telescope
El Nancy Grace Roman Space Telescope (abreujat com a Roman o Roman Space Telescope, i abans Wide-Field Infrared Survey Telescope o WFIRST) és un telescopi espacial d'infrarojos de la NASA actualment en desenvolupament, que té el llançament previst per al maig de 2027. 'Roman' es va recomanar el 2010 pel comitè d'enquesta decenal del Consell Nacional de Recerca dels Estats Units com la màxima prioritat per a la propera dècada d'astronomia. El 17 de febrer de 2016, es va aprovar el desenvolupament i el llançament de WFIRST.
El 'Nancy Grace Roman Space Telescope' es basa en un mirall primari de camp de visió existent de 2,4 m (7,9 fts) d'ample i portarà dos instruments científics. El Wide-Field Instrument (WFI) és una càmera de 300,8 megapíxels de banda múltiple visible i d'infraroig proper, que proporciona una nitidesa de les imatges comparable a l'aconseguida pel telescopi espacial Hubble en un camp de visió de 0,28 graus quadrats, 100 vegades més gran que càmeres d'imatge al Hubble. L'instrument coronagràfic (CGI) és una càmera i un espectròmetre de camp de visió petit i d'alt contrast que cobreixen longituds d'ona visibles i infrarojes properes mitjançant una nova tecnologia de supressió de la llum estel·lar. Els objectius de la missió inclouen la recerca de planetes extrasolars mitjançant microlents gravitacionals, juntament amb la investigació de la cronologia de l'univers i el creixement de l'estructura còsmica, amb l'objectiu final de mesurar els efectes de l'energia fosca, el consistència de la relativitat general i la curvatura de l'espai-temps.
El 20 de maig de 2020, l'administrador de la NASA Jim Bridenstine va anunciar que la missió s'anomenaria Telescopi Espacial Romà Nancy Grace en reconeixement del paper de l'antic Cap d'Astronomia de la NASA en el camp de l'astronomia. El 29 de setembre de 2021, la NASA va anunciar que Roman havia aprovat la seva Critical Design Review (CDR) i que amb els impactes previstos de les interrupcions de la COVID-19, la data de llançament no seria posterior al maig de 2027.
A partir del juliol de 2022, està previst que Roman es llançarà en un vehicle de llançament Falcon Heavy en virtut d'un contracte que especifica la preparació per a l'octubre de 2026 en suport d'un compromís de llançament de la NASA de maig de 2027.